# Autoportret (obraz Aleksandra Sochaczewskiego)
Autoportret – obraz olejny (autoportret) namalowany przez polskiego malarza żydowskiego pochodzenia Aleksandra Sochaczewskiego między 1890 a 1910 rokiem.
Obraz przedstawia Sochaczewskiego w pozycji stojącej, z paletą w lewej i pędzlem w prawej dłoni.
Obraz znajduje się w zbiorach Muzeum Narodowego w Warszawie.